# Історія прапора Сербії

Державний прапор Сербії

Прапор Сербії для цивільного використання

Прапор Сербії — триколірне прямокутне полотнище з горизонтальними смугами червоного, синього і білого кольорів (так звані панслов'янські кольори) і гербом Сербії. Він вважається одним з національних символів не тільки сучасної Республіки Сербії, але й усіх сербів світу. Затверджено офіційно 11 листопада 2010 року. Триколірний червоно-синьо-білий прапор лежить в основі прапорів Республіки Сербської і Воєводини, а також Сербської православної церкви.

## Середньовіччя
Перший опис сербського прапора датується 1281 роком, коли в літописі Дубровницької республіки було описано «прапор червоного і блакитного кольорів», який був у Стефана Владислава. Достеменно невідомо, як розташовувалися кольори, проте історики висувають версію про полотнище з двома горизонтальними смугами. Знамено, яке було у Стефана Владислава (правив у 1233—1243, пом. після 1264), набагато старше, ніж його опис.
Єдиного сербського прапора не було в Середньовіччі: тільки сербська шляхта могла використовувати власні герби і кольори. Власний прапор був у царя Стефана Душана, коронованого 1345 року як «цар сербів і греків»: зелений прапор із золотою облямівкою з боків. 1339 року географ Анджеліно Дульсерт подарував цареві прапор срібного кольору з червоним двоголовим орлом, який і був зазначений на карті Дульсерта як прапор Царства сербів і греків. Історики вважають, що серби використовували досить часто прапори з хрестами: наприклад, срібний хрест на червоному тлі, хоча червоний і синій кольори домінували в Середньовічній Сербії. Ще один прапор царя Душана — трикутне червоно-жовте полотнище — зберігається в монастирі Хіландар.

## Сербські повстанці

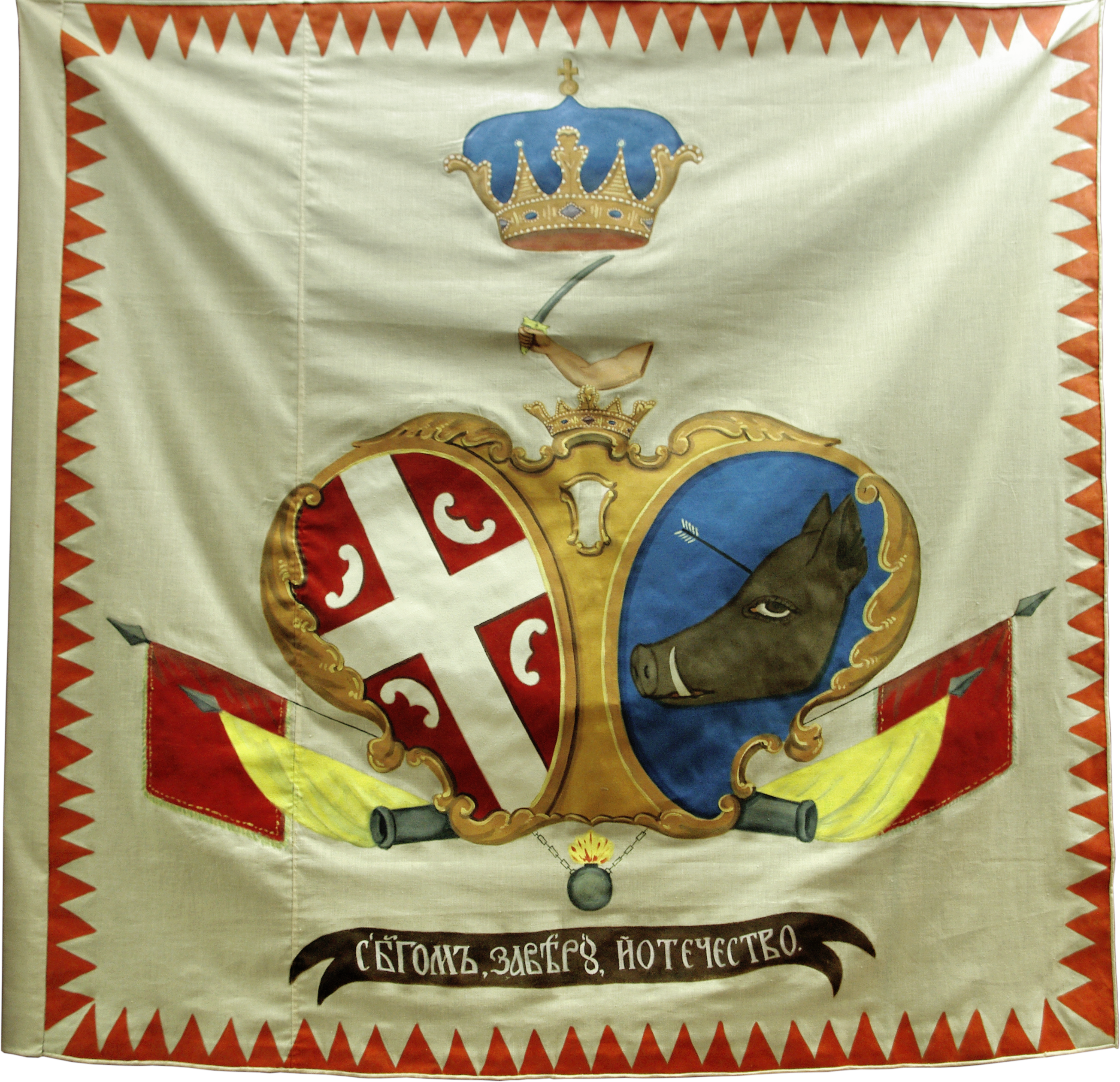
Один з прапорів Першого сербського повстання

У дні Першого сербського повстання (1804—1813) повстанці використовували різноманітні прапори: як описує Матвій Ненадович, використовувалося нерідко біло-червоно-синє полотнище з трьома хрестами; прапорами воєвод були червоно-білі прапори з чорним двоголовим орлом; також були поширені червоно-жовті, червоно-біло-сині і червоно-сині прапори. Багато з цих прапорів були засновані на зображеннях з книги Христофора Жефаровича Стематографія 1741 року. Найчастіше зображували на прапорах сербський хрест (оцило), герб Трибалії і різноманітні хрести. Значну частину прапорів створили в Сремських-Карловцях художники Стефан Гаврилович, Ілля Гаврилович і Нікола Апостолович.
Під час Другого сербського повстання (1815—1817), можливо, використовувався білий прапор з червоним хрестом у середині: він зображений на картині Паї Йовановича «Друге сербське повстання». Однак правитель незалежної від Туреччини Сербії Милош Обренович почав використовувати червоно-синьо-білий прапор. Турецький султан обурювався тим, що цей прапор йому нагадує французький прапор, і щоб заспокоїти султана, Мілошу довелося заплатити тому велику суму грошей. Султан же в відповідь видав ферман, за яким визначив кольори прапора — червоний, синій і білий. Пізніше синій став блакитним, але основна гама кольорів не змінилася.

## Незалежна Сербія

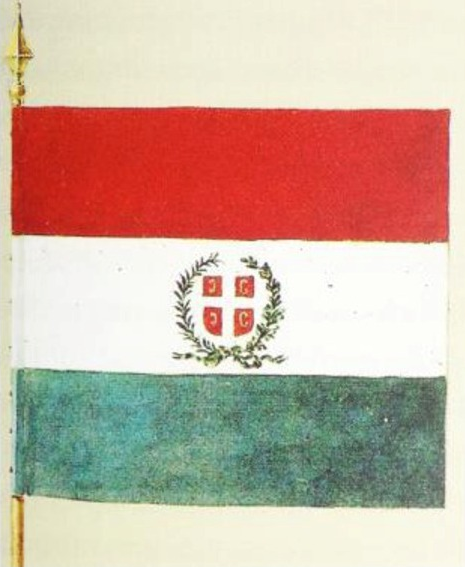
Прапор Сербії 1835 року

Конституція 1835 року описувала сербський прапор як полотнище з червоним, білим і синьо-сталевим кольорами. Конституцію розкритикували в багатьох країнах, назвавши її більш ліберальною, ніж французька, і навіть порівнявши кольори з прапором Франції. Пізніше Милош Обренович зажадав від Османської імперії внести до Конституції положення про прапор і герб, і султанський ферман того ж 1835 року дозволив сербам використовувати власний морський прапор з трьома смугами — верхньої червоної, середньої синьої і нижньої білої. Якийсь час існував варіант прапора з державним гербом у центрі і трьома білими півмісяцями над ним, але від 1838 року півмісяці було замінено чотирма білими зірками, розташованими біля крижа вгорі. В торговому і цивільному прапорі, який використовувався протягом 1868—1872 років зірки вже були золотими, їх кількість скоротилася до трьох, а розташовувалися вони на червоній смузі.
Нині в Сербії не вважають обґрунтованою версію про походження свого прапора від прапора революційної Франції, вважаючи більш правдоподібною і близькою до істини версію про те, що прапор Сербії з'явився на основі прапора Росії і являє собою не що інше, як перевернутий на 180 градусів прапор Росії. У Сербії таке трактування поширене, оскільки Росія зробила значний внесок у визволення Сербії з-під турецького панування та визнання її державної незалежності. Червоно-синьо-біле полотнище було прапором Сербії до 1918 року, поки та не увійшла до складу Королівства сербів, хорватів і словенців.

## Югославські кольори
Прапор Югославії являв собою синьо-біло-червоне полотнище. У роки Другої світової війни червоно-синьо-білий прапор використовувався колабораціоністами уряду Мілана Недича: на цьому прапорі зображувався двоголовий білий орел без корон як герб Недичевської Сербії. Прапор припинили використовувати після повалення уряду партизанами Йосипа Броза Тіто, які використовували свою версію червоно-синьо-білого прапора з п'ятипроменевою зіркою на білій смузі. В повоєнні роки утворено Соціалістичну Федеративну Республіку Югославія, що складалася з шести республік зі своїми прапорами і гербами. Соціалістична Республіка Сербія отримала червоно-синьо-білий прапор з великою червоною п'ятипроменевою зіркою правильної форми з золотою облямівкою. Він і використовувався Сербією аж до розпаду Югославії. Зірка використовувалася кожною республікою і за розмірами була значно більшою, ніж на партизанському прапорі.

## Після розпаду Югославії
Після розпаду Югославії 1990 року внесено зміни до Конституції Сербії, які дозволили змінювати прапор і герб країни на основі референдумів. Попри те, що на референдумі 1992 року переважна більшість громадян закликали не прибирати зірку з прапора, Скупщина Сербії все ж прибрала зірку з прапора того ж року, залишивши колишнім герб і згадавши про нього тільки 2003 року. 2006 року в Конституції Сербії говорилося про те, що державні символи регулюються законом. 11 травня 2009 року прийнято закон, який остаточно затвердив чинний червоно-синьо-білий прапор з державним гербом. У листопаді 2010 року змінено герб Сербії, що спричинило й змінення його зображення на прапорі країни, який аналогічно змінився і на прапорі.
Червоно-синьо-біле полотнище використовували під час громадянської війни самопроголошена Дубровницька республіка (з гербом Дубровника), лідером якої був Ацо Аполоніо, а також Республіка Сербська (на території Боснії і Герцеговини) і Республіка Сербська Країна (схід сучасної Хорватії). Червоно-синьо-білий прапор зі сербським хрестом є нині прапором Сербської православної церкви.

## Галерея

Реконструкція прапора Стефана Владислава
Прапор Сербського царства
Реконструкція прапора царя Душана
Прапор Першого сербського повстання 1804 року
Один з прапорів Першого сербського повстання
Прапор Сербії за Конституцією 1835 року
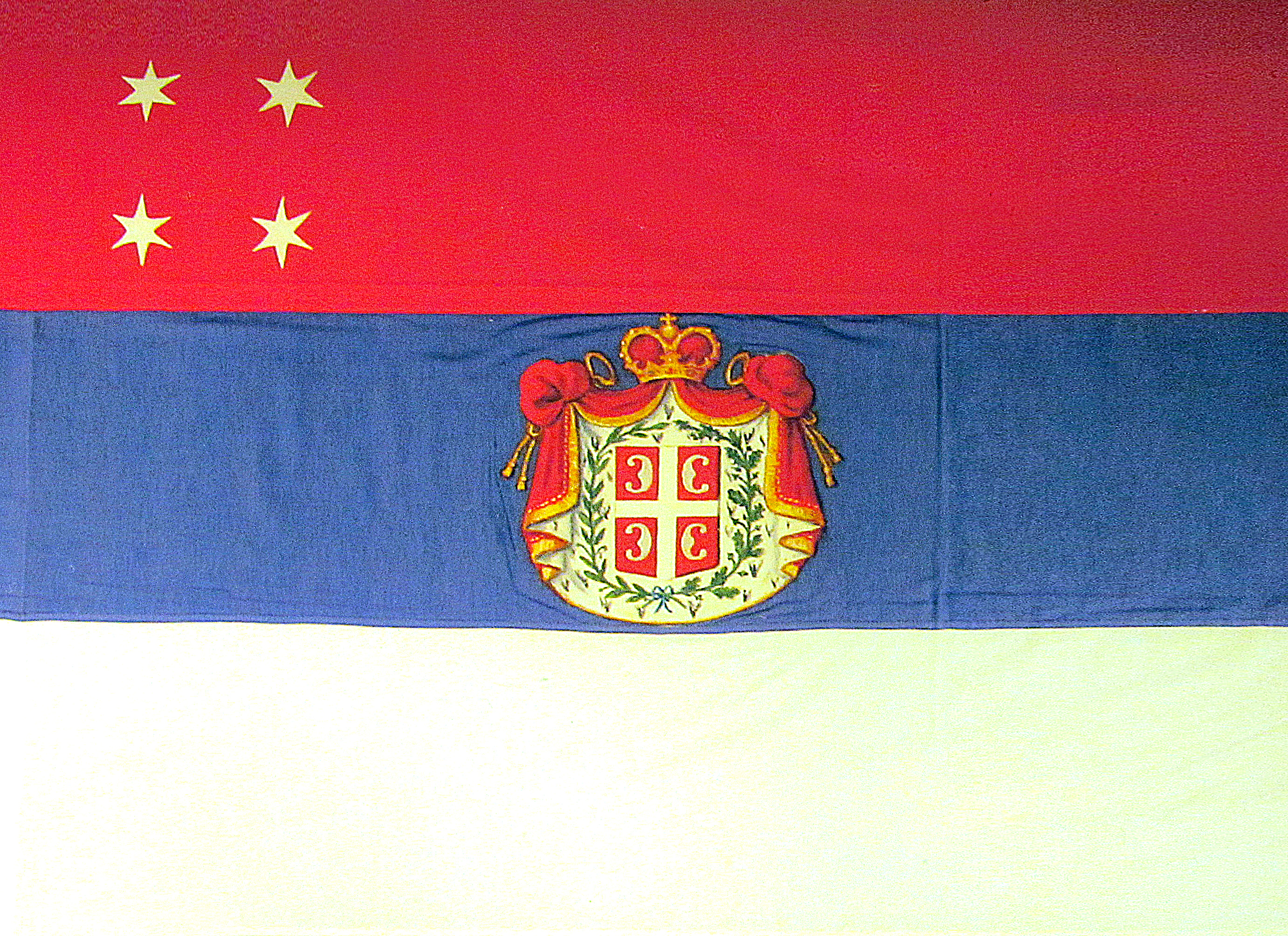
Прапор Князівства Сербії 1839 року
Прапор Недичевської Сербії
Прапор Соціалістичної Республіки Сербії
Прапор Республіки Сербія в складі Третьої Югославії
Прапор Сербії від 2004 до 2010 року
Сучасний прапор Сербії
Прапор Республіки Сербської
Прапор Республіки Сербська Країна
Прапор Сербської православної церкви